# 눈물이 쓰다
《눈물이 쓰다》는 대한민국의 가수 변진섭의 첫 번째 미니 앨범이다.

## 수록곡
| #  | 제목                           | 작사              | 작곡                      | 편곡           | 재생 시간 |
| -- | ------------------------------ | ----------------- | ------------------------- | -------------- | --------- |
| 1. | 〈몹쓸 사랑〉                  | 박선주            | 박선주                    | 박선주         | 4:54      |
| 2. | 〈눈물이 쓰다〉                | 알고보니 혼수상태 | 김의석, 알고보니 혼수상태 | 김의석, 정재훈 | 4:05      |
| 3. | 〈잊을 수 없어〉               | 변진섭            | Jw                        |                | 4:36      |
| 4. | 〈내 안의 그대〉               | 민지영            | 이현정                    |                | 4:40      |
| 5. | 〈아름다워〉                   | 변진섭            | 김의석                    | 김의석, 정재훈 | 4:27      |
| 6. | 〈몹쓸 사랑〉 (INSTRUMENTAL)   |                   |                           | 박선주         | 4:54      |
| 7. | 〈눈물이 쓰다〉 (INSTRUMENTAL) |                   |                           | 김의석, 정재훈 | 4:05      |

## CREDIT
- 제작 총괄 : 변진섭, 전홍준
- 프로듀서 : 변진섭
- 감독 : 이성호 (for 오스카 엔터테인먼트)
- 레코딩 & 믹싱 스튜디오 : 서울 스튜디오
- 레코딩 엔지니어 : 박무일, 이경호
- 믹싱 엔지니어 : 정기홍
- 마스터링 스튜디오 : Sonic Korea
- 마스터링 엔지니어 : 전훈 A.K.A Big Boom
- 기타 : 이성렬, 정재호
- 베이스 기타 : 이태윤
- 드럼 : 강수호
- 코러스 : 박선주
- 피아노 : 최태완
- 현악 : 융스트링
- 반도네온 : 하림
- 매니지먼트 : 오스카 엔터테인먼트
- 매니저 : 고재훈, 이동혁, 이성준, 정인기
- 퍼블릭 릴레이션 : 강태규
- 아트 디렉터 : 이용희 @ VanD
- 사진 : 김형선 @ Studio ZIP
- 리터칭 : 장정은 @ Studio ZIP
- 스타일리스트 : 백진희